# Alain de Benoist
Alain de Benoist (Tours, 11 de dezembro de 1943) é um acadêmico e filósofo francês, um dos fundadores da chamada Nova Direita. Benoist é um crítico do cristianismo, do neoliberalismo, do mercado livre, da democracia e do igualitarismo. Ele teorizou a noção de etnopluralismo, um conceito que se baseia na preservação e no respeito mútuo de regiões etnoculturais individuais e fronteiriças.

## Pensamento
Esforçando-se por adotar um ponto de vista, ele cruza várias referências em seus escritos e, assim, convida seu apoio tanto a Karl Marx e Martin Heidegger quanto a Gustave Le Bon ou Friedrich Nietzsche. Sua obra aborda vários temas como paganismo, imigração, raças, identidades, antiamericanismo, construção europeia, luta contra o neoliberalismo, a ecologia, a filosofia política, a história, etc.
Renaud Dely escreveu na Le Nouvel Observateur que a reputação de Alain de Benoist deve-se a sua participação na fundação da GREECE em 1968, e que esta organização é um "verdadeiro laboratório de reformulação ideológica da direita", uma "escola pensamento "em que se encontra, em particular, uma busca de identidade, estabelecendo uma hierarquia de culturas e povos. Essa ideologia, por exemplo, justificou a existência do apartheid na África do Sul. O cientista político Jean-Paul Gautier diz que "o nacionalismo de Alain de Benoist é […] fundamentalmente europeu".
Segundo Renaud Dély, Alain de Benoist também desenvolve críticas à sociedade de consumo e às consequências da globalização, o que o aproxima da extrema-esquerda. Além disso, segundo Alain de Benoist, a divisão política não é mais entre a direita e a esquerda, mas entre o povo e as "elites globais que nunca digeriram a soberania popular e se comprometeram com a globalização econômica". Alain de Benoist profetiza que o capitalismo está em um processo de autodestruição que levará a uma terceira guerra mundial, que não será uma "guerra de civilização entre o Islã e o Ocidente", mas "entre Oriente e Ocidente".
De acordo com Olivier Schmitt, professor de ciência política, "a análise do império antiamericanista como instrumento de extensão do capitalismo destrutivo povos e etnias transnacionais e cosmopolitas está se espalhando para a extrema-direita desde a década de 1970 graças ao trabalho de Alain de Benoist.
Para o cientista político Ariane Chebel de Appollonia, é indiscutível que a Grécia, incluindo Alain de Benoist é um dos fundadores, tem contribuído para a propagação do neofascismo na França, e apesar das declarações de Alain de Benoist, que alega que o trabalho teórico da Nova Direita tinha a intenção de propor uma alternativa coerente para quem foi muitas vezes seduzido pelas sirenes do extremismo, ativismo, ordem moral, cristianismo e racismo.

## Obra
- Salan devant l'opinion (sous le pseudonyme de Fabrice Laroche), Saint-Just, 1963
- Le courage est leur patrie (sous le pseudonyme de Fabrice Laroche, avec François d'Orcival), Saint-Just, 1965
- Vérité pour l'Afrique du Sud (sous le pseudonyme de Fabrice Laroche, avec Gilles Fournier), Saint-Just, 1965
- Les Indo-Européens, G.E.D., 1966
- Rhodésie, pays des lions fidèles (avec François d'Orcival), Table Ronde, 1966
- Qu'est-ce que le nationalisme ? (un groupe de travail réuni autour de « Fabrice Laroche »), 1966
- Avec ou sans Dieu : l'avenir des valeurs chrétiennes (avec Jean-Luc Marion), Beauchesne, 1970
- L'Empirisme logique et la Philosophie du Cercle de Vienne, Nouvelle École, 1970
- Nietzsche : Morale et « Grande Politique », GRECE, 1973
- Konrad Lorenz et l'Éthologie moderne, Nouvelle École, 1975
- Il était une fois l'Amérique (sous le pseudonyme de Robert de Herte, avec Hans-Jürgen Nigra [Giorgio Locchi]), Nouvelle École, 1976
- Vu de droite. Anthologie critique des idées contemporaines, Copernic, 1977 (Prix de l'essai de l'Académie française 1978)  (extraits)
- Les Bretons, Les Cahiers de la Bretagne réelle, Predefinição:N° bis, 1978
- Les Idées à l'endroit, Libres-Hallier, 1978, rééditions AVATAR éditions, 2011 ISBN 9781907847066
- Le Guide pratique des prénoms (« Robert de Herte » et [sic] Alain de Benoist), coll. « Hors-série d'“Enfants-Magazine” », Publications Groupe Média, 1979
- Comment peut-on être païen ?, Albin Michel, 1981, réédition AVATAR éditions, 2009 ISBN 9780955513282
- Orientations pour des années décisives, Labyrinthe, 1982
- Fêter Noël. Légendes et Traditions, Atlas-Edena, 1982
- La Mort : traditions populaires, Histoire et Actualité (avec Pierre Vial), Labyrinthe, 1983
- Démocratie : le problème, Labyrinthe, 1985
- L'Éclipse du sacré : discours et réponses (avec Thomas Molnar), Table Ronde, 1986
- Europe, Tiers monde, même combat, Robert Laffont, 1986
- Der Bildhauer Emil Hipp und sein Werk: Das Richard-Wagner-Denkmal für Leipzig, coll. « Kleine Bibliothek der deutschen Kunst », 1º, Tübingen, Grabert Verlag, 1989.
- (em alemão) Kunst in Deutschland (1933-1945): eine wissenchaftliche Enzyklopädie der Kunst im Dritten Reich [« L'Art en Allemagne (1933-1945) : une encyclopédie scientifique de l'art sous le IIIº Reich »], sous le pseudonyme de Mortimer Davidson, Tübingen, Grabert Verlag, 1991.
- La Nouvelle Inquisition : ses acteurs, ses méthodes, ses victimes : essai sur le terrorisme intellectuel et la police de la pensée ([David Barney et Christian Lavirose (Alain de Benoist ?)] avec Charles Champetier), Paris, Labyrinthe, 1993
- Le Grain de sable. Jalons pour une fin de siècle, Labyrinthe, 1994  (extraits)
- Nationalisme : Phénoménologie et Critique, GRECE, 1994
- Démocratie représentative et Démocratie participative, GRECE, 1994
- Nietzsche et la Révolution conservatrice, GRECE, 1994
- L'Empire intérieur, Fata Morgana, 1995
- La Ligne de mire. Discours aux citoyens européens, t. 1 : 1972-1987, Labyrinthe, 1995  (extraits)
- Famille et Société. Origine, Histoire, Actualité, Labyrinthe, 1996  (extraits)
- La Ligne de mire. Discours aux citoyens européens, t. 2 : 1988-1995, Labyrinthe, 1996  (extraits)
- Céline et l'Allemagne, 1933-1945. Une mise au point, Le Bulletin célinien, 1996
- Horizon 2000. Trois entretiens avec Alain de Benoist, GRECE, 1996
- La Légende de Clovis, Cercle Ernest Renan, 1996
- Indo-Européens : à la recherche du foyer d'origine, Nouvelle École, 1997
- Ernst Jünger. Une bio-bibliographie, Guy Trédaniel, 1997
- Communisme et Nazisme. 25 réflexions sur le totalitarisme au século XX siècle, Labyrinthe, 1998  (extraits)
- Manifeste pour une renaissance européenne : à la découverte du GRECE : son histoire, ses idées, son organisation (avec Charles Champetier), GRECE, 2000.
- L'Écume et les Galets. 1991-1999 : dix ans d'actualité vue d'ailleurs, Labyrinthe, 2000  (extraits)
- Jésus sous l'œil critique des historiens, Cercle Ernest Renan, 2000
- Bibliographie d'Henri Béraud, Association rétaise des Amis d'Henri Béraud, 2000
- Dernière Année. Notes pour conclure le siècle, L'Âge d'Homme, 2001  (extraits)
- Jésus et ses Frères, Cercle Ernest Renan, 2001
- Louis Rougier. Sa vie, son œuvre, Cercle Ernest Renan, 2002
- Charles Maurras et l'Action française. Une bibliographie, BCM, 2002
- Guidargus : Henri Béraud, 2003-2004, Loix-en-Ré, Association rétaise des amis d'Henri Béraud, 2002 Predefinição:Bnf
- Qu'est-ce qu'un militant ? (sous le pseudonyme de Fabrice Laroche, réédition d'un article paru en 1963), Ars Magna, 2003
- Critiques-Théoriques, L'Âge d'Homme, 2003  (extraits)
- Au-delà des droits de l'homme. Pour défendre les libertés, éditions Krisis, 2004
- Bibliographie générale des droites françaises. 1, Arthur de Gobineau, Gustave Le Bon, Édouard Drumont, Maurice Barrès, Pierre Drieu la Rochelle, Henry de Montherlant, Thierry Maulnier, Julien Freund. Éditions Dualpha, coll. « Patrimoine des lettres », Coulommiers, 2004, 609 p. ISBN 2-915461-03-1
- Bibliographie générale des droites françaises. 2, Georges Sorel, Charles Maurras, Georges Valois, Abel Bonnard, Henri Béraud, Louis Rougier, Lucien Rebatet, Robert Brasillach. Éditions Dualpha, coll. « Patrimoine des lettres », Coulommiers, 2004, 472 p. ISBN 2-915461-04-X
- Bibliographie générale des droites françaises. 3, Louis de Bonald, Alexis de Tocqueville, Georges Vacher de Lapouge, Léon Daudet, Jacques Bainville, René Benjamin, Henri Massis, Georges Bernanos, Maurice Bardèche, Jean Cau. Éditions Dualpha, coll. « Patrimoine des lettres », Coulommiers, 2005, 648 p. ISBN 2-915461-44-9
- Bibliographie générale des droites françaises. 4, Joseph de Maistre, Ernest Renan, Jules Soury, Charles Péguy, Alphonse de Châteaubriant, Jacques Benoist-Méchin, Gustave Thibon, Saint-Loup (Marc Augier), Louis Pauwels. Éditions Dualpha, coll. « Patrimoine des lettres », Coulommiers, 2005, 736 p. ISBN 2-915461-45-7
- Jésus et ses Frères, et autres écrits sur le christianisme, le paganisme et la religion, éditions Les Amis d'Alain de Benoist, 2006
- C'est-à-dire. Entretiens-Témoignages-Explications (2 volumes), éditions Les Amis d'Alain de Benoist, 2006
- Nous et les autres. Problématique de l'identité[ligação inativa], Éditions Krisis, 2006 ISBN 978-2-916916-00-2 www.alaindebenoist.com/pdf/nous_et_les_autres.pdf
- Carl Schmitt actuel[ligação inativa], éditions Krisis, 2007, 162 pages ISBN 978-2916916019
- Demain, la décroissance ! Penser l'écologie jusqu'au bout, Edite, 2007, rééd. Décroissance ou toujours plus ? : Penser l’écologie jusqu'au bout, Éditions Pierre-Guillaume de Roux, 2018.
- Au temps des idéologies à la mode : articles parus dans Le Figaro Dimanche et Le Figaro Magazine, 1977-1982, Paris, Les Amis d'Alain de Benoist, 2009 ISBN 978-2-9528321-3-7.
- Dictionnaire des prénoms : d'hier et d'aujourd'hui, d'ici et d'ailleurs, Jean Picollec, 2009.
- Bibliographie de Jean Mabire (préf. Dominique Venner), Pont-Authou, Héligoland, 2010 ISBN 978-2-914874-68-7.
- Au bord du gouffre. La faillite annoncée du système de l'argent[ligação inativa], Éditions Krisis, 2011, 218 p. ISBN 9782916916071
- Mémoire vive / Entretiens avec François Bousquet, Éditions de Fallois, Collection « Littérature », 2 mai 2012.
- Edouard Berth ou le socialisme héroïque. Sorel, Maurras, Lenine, Éditions Pardès, 2013.
- Les Démons du Bien, Du nouvel ordre moral à l'idéologie du genre, Éditions Pierre-Guillaume de Roux, 2013.
- Non à la théorie du genre !, Éditions Mordicus, 2014.
- Quatre figures de la Révolution Conservatrice allemande - Werner Sombart -Arthur Moeller van den Bruck -Ernst Niekisch - Oswald Spengler, Éditions Les Amis d'Alain de Benoist, 2014.
- Le traité transatlantique et autres menaces, Éditions Pierre-Guillaume de Roux, 2015.
- Bibliographie internationale de l'œuvre de Céline, Éditions Pierre-Guillaume de Roux, 2015.
- Avec Nicolas Gauthier, Survivre à la pensée unique, ou l'actualité en questions, Éditions Krisis, 2015 ISBN 9782916916125
- Au fil du temps. Les Ephémérides d'"Éléments", Les amis d'Alain de Benoist, 2015.
- Au-delà des droits de l'Homme. Pour défendre les libertés[ligação inativa], éditions Krisis , ISBN 9782916916040 160 pages, réédition Pierre-Guillaume de Roux, 2016, 186 pages.
- Droite-gauche, c'est fini ! : Le moment populiste, éditions Pierre-Guillaume de Roux, 2017, 352 pages.
- Ce que penser veut dire. Penser avec Goethe, Heidegger, Rousseau, Schmitt, Péguy, Arendt..., 2017, 384 pages, Éditions du Rocher, (EAN 9782268090566)
- L'écriture runique et les origines de l'écriture, 224 pages, Coll. H, Éditions Yoran Embanner, Coll. H, 2017
- Contre le libéralisme, Monaco, Le Rocher, 2019 ISBN 978-2-2681-0121-7.